# Sachsensteinhöhle

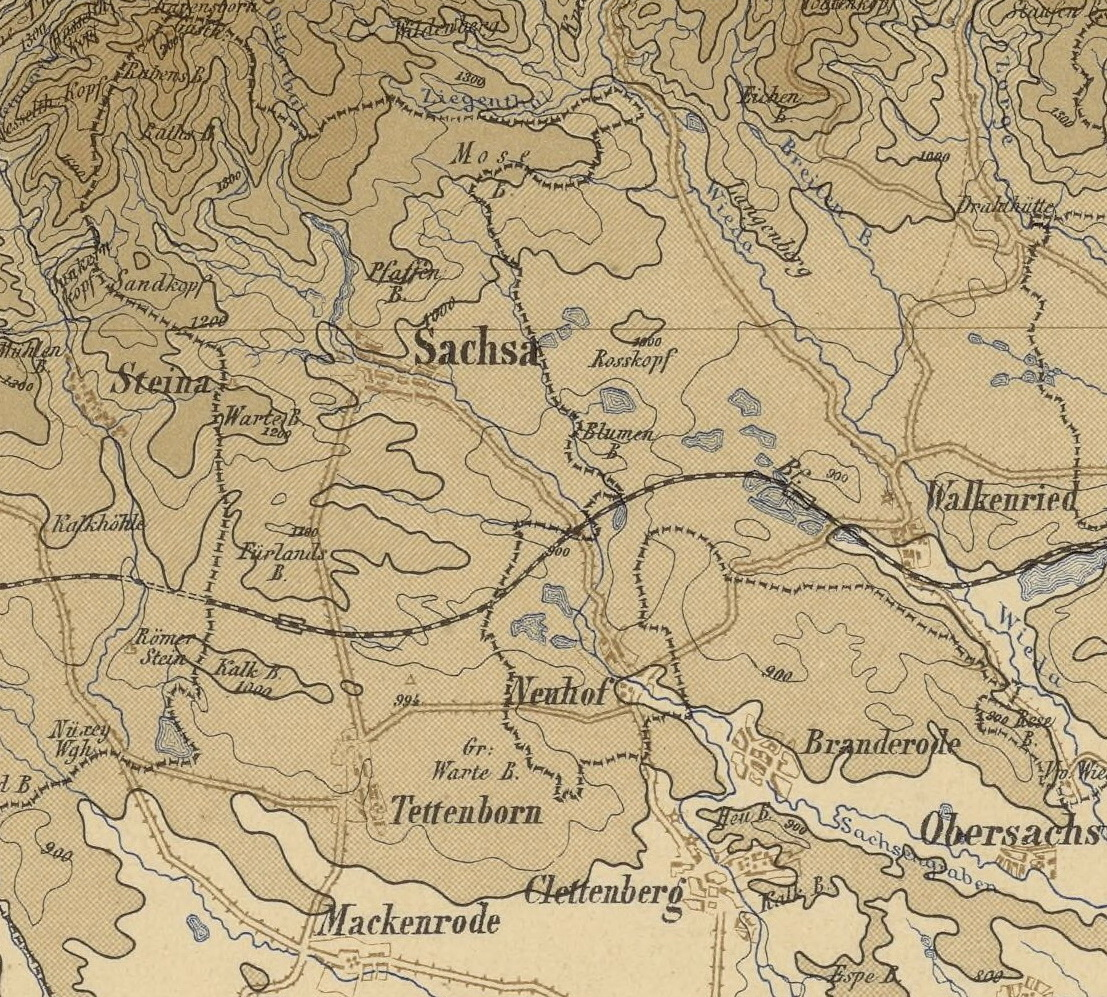
Höhenschichten Karte von Sachsa

Die Sachsensteinhöhle war eine Schauhöhle im Sachsenstein bei Neuhof, heute ein Ortsteil von Bad Sachsa, im Landkreis Göttingen.
Die einzige Gips-Schauhöhle Niedersachsens wurde in den 1950er Jahren mit behördlicher Genehmigung durch den Steinbruch Sachsenstein zerstört. Höhle und Steinbruch gehörten zum Gipswerk Sachsenstein.

## Lage
Die Höhle lag im südlichen Ausläufer des Sachsensteines im Gipskarst, unmittelbar über dem braunschweigischen Dorfe Neuhof, im Süden von Bad Sachsa. Der gesamte Höhlenraum lag im Bereich des Steinbruch Sachsenstein. Zwischen dem Steinbruch und der Ortsdurchfahrt (K 414) stand das Gipswerk Sachsenstein.

Unweit der Höhle, auf dem Felssporn nördlich der Bahnstrecke Northeim–Nordhausen, liegt die Ruine der Burg Sachsenstein.

## Beschreibung
Der schachtförmige Eingang (270 NN) öffnet sich in der Sohle des Neuhofer Steinbruches unmittelbar am Fuße der abgebauten Wand.
Es folgt dahinter eine kurze niedrige Strecke, die mit - 8,55 m dem Wasser zugänglich gewesen ist, wie starke Schalenbildung an der Firste und gut ausgebildete Näpfchenkorrosion zeigen.
An diese kleinräumige Vorhöhle schließt unmittelbar ein hallenförmiger SW-NO streichender wuchtiger Raum (Große Halle), 70 Meter lang, bis zu 30 Meter breit, dessen steil gegen SO einfallende Sohle mit grobem chaotischem Trümmerwerk bedeckt ist.
Die Pfeilhöhe der Firste wächst, beim Eingang mit knapp 2 Meter beginnend, auf 7 Meter am NO-Ende, wo ein schwerer Verbruch den weiteren Verlauf unterbindet. Die Fortsetzung jenseits des Versturzkegels darf mit Sicherheit angenommen werden. An dem klaffende Schichtfugen aufweisenden SO-Stoße tritt auch die Eigentümlichkeit des älteren Gipses gut in Erscheinung: Weißliche Anhydritlagen wechseln mit schwärzlich dolomitischen Lamellen, zarte Bänderspiele und wellige Muster erzeugend. In starkem Gegensatz dazu steht das grobschalig darüber aufschießende Gewölbe, das in weitem schönen Schwunge über Berge zerschrottenen Gesteines hinaufschwingt zum gegenseitigen Stoß.
Wasserspuren in der Vorhöhle und in der Tiefe der längs des SO-stoßes absinkenden Versturzklüfte weisen auf das Eindringen steigender und fallender Grundwässer (Schlottenwoge) hin, ohne dass von eigentlicher Aktivität gesprochen werden könnte.
Weitere klassische Zeugen mit Schlottenerscheinung sind unter anderen die Barbarossahöhle, Heimkehle und  Himmelreichhöhle.

## Geschichte

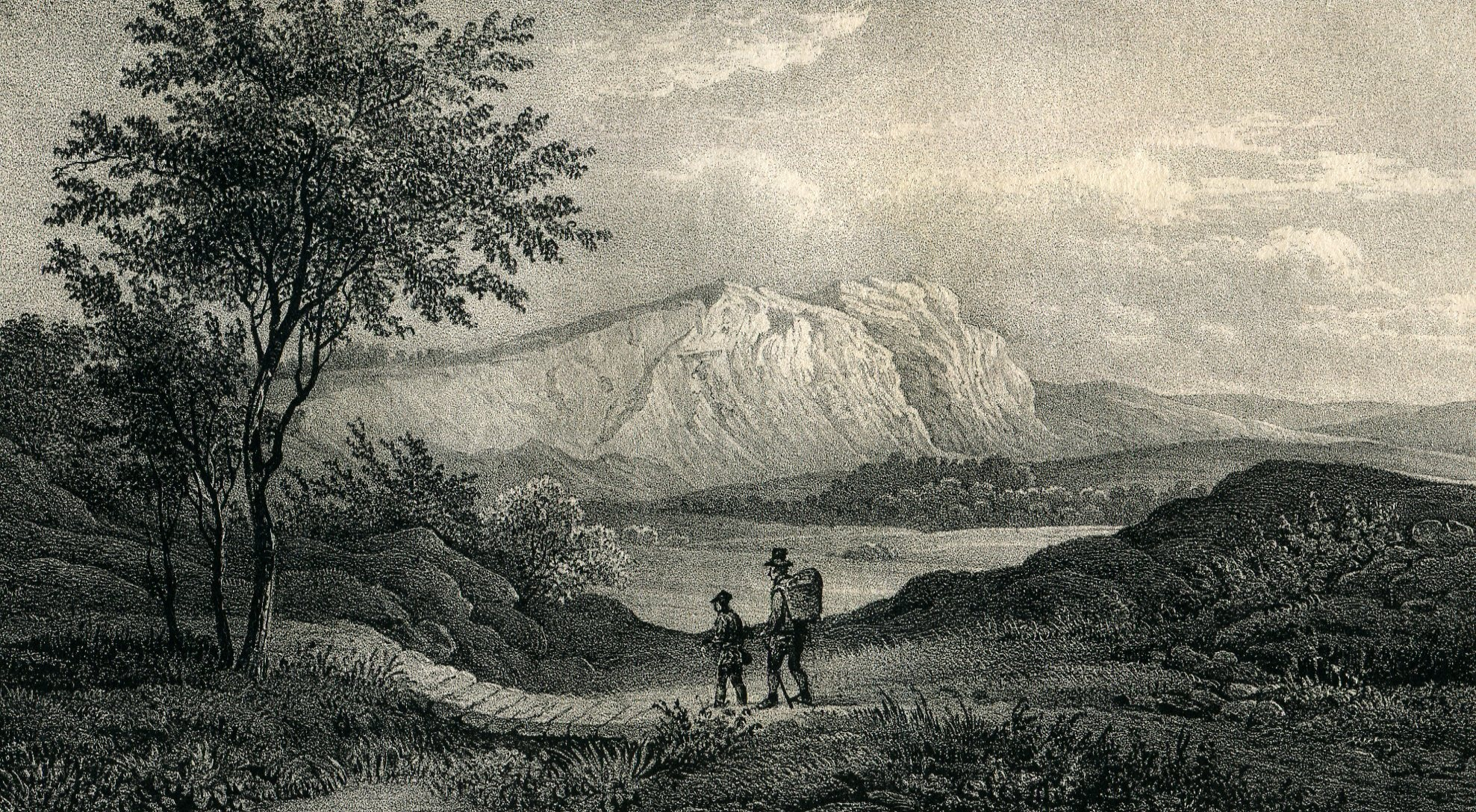
Lithographie vom Sachsenstein

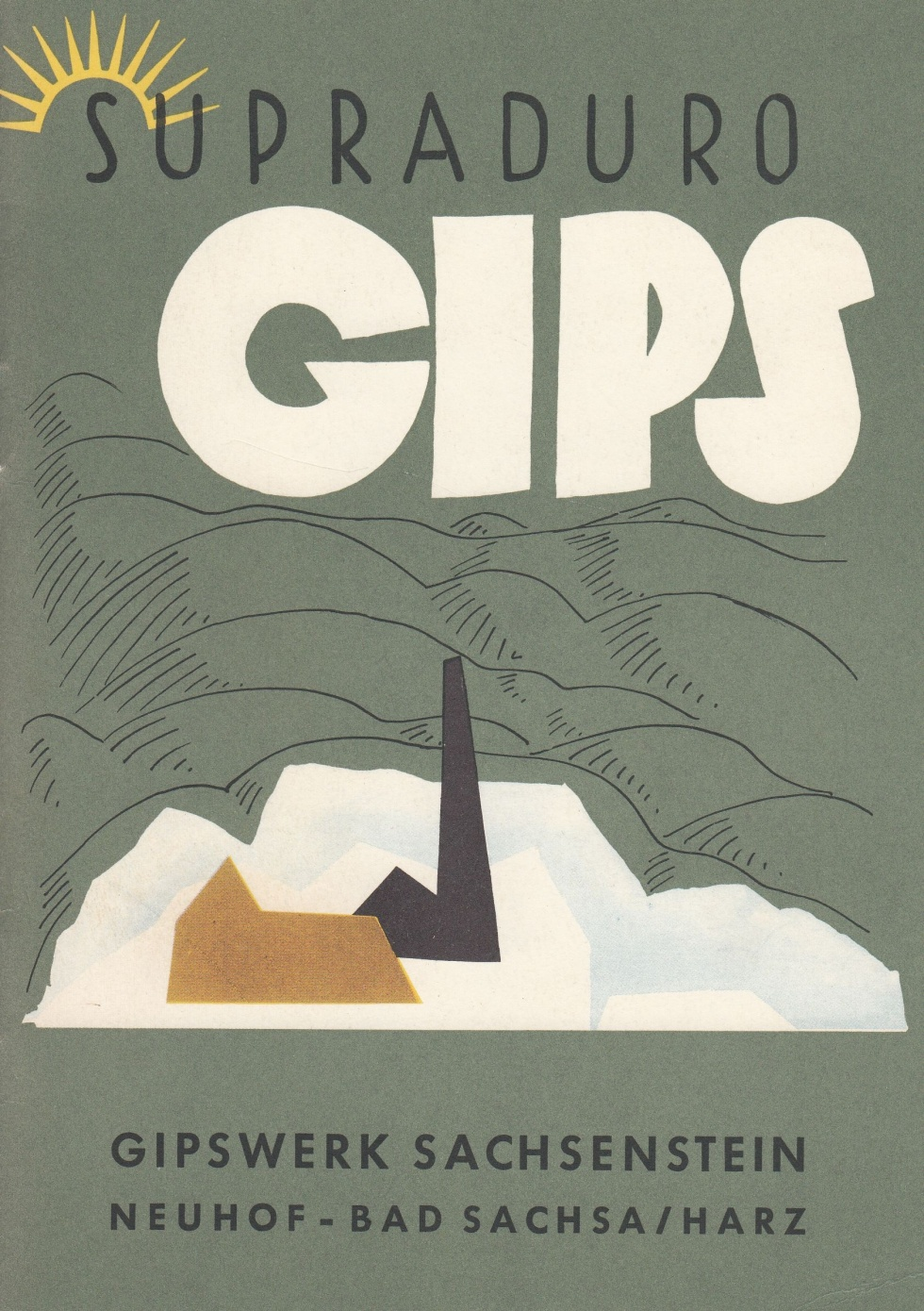
Gipswerk Sachsenstein (Werbeschrift um 1960)

In dem zugehörigen Gipsbruch Sachsenstein wurde um 1840 die Höhle angefahren und nach einer benachbarten Karstquelle „Rittersbornhöhle“ benannt. Ihr Eingang wurde bei Steinbrucharbeiten durch Carl Bruchmann aufgeschlossen und einige Zeit später wieder zugeschüttet. 1928 wurde sie durch Bruchmanns Sohn erneut freigegraben und am 5. Mai 1929 als Schauhöhle unter dem Namen „Sachsensteinhöhle“ eröffnet. Friedrich Stolberg, der Nestor der Harzer Höhlenforschung, schrieb hierzu 1930:

„Der Hauptreiz der Sachsensteinhöhle in ihrer Eigenschaft als Schauhöhle beruht … auf der Großzügigkeit des Raumeindruckes in Verbindung mit der Phantastik unterirdischer Blockmeere. Die Lage in unmittelbarer Nachbarschaft des Bades Sachsa dürfte auch die Vorbedingung zu einer einigermaßen günstigen wirtschaftlichen Weiterentwicklung in sich tragen.“

Nach der 1952 erfolgten behördlichen Freigabe zum Abbruch ist die Sachsensteinhöhle mittlerweile spurlos verschwunden. In unmittelbarer Nähe zur ehemaligen Lage der Höhle gab es das 1988 stillgelegte Gipswerk Sachsenstein. Einen bedeutenden Aufschwung erlebte das kleine Gipswerk am Sachsenstein erst nach dem Zweiten Weltkrieg. Da der Steinbruch alsbald an die natürliche Vorkommensgrenze des hier anstehenden Gipsgesteins stieß, wurde mit der Planung begonnen, das Gestein oberhalb der Höhle abzubauen. Dass die Sachsensteinhöhle dadurch irreparablen Schaden nehmen würde, wurde in Kauf genommen. Und obwohl die Sachsensteinhöhle bereits als Naturdenkmal in das Naturdenkmalbuch des Kreises Blankenburg eingetragen war, wurde die Aufhebung dieses Schutzstatus beantragt. Ein Druckmittel der Gipsindustrie war der drohende Verlust von bis zu 38 Arbeitsplätzen.
Ein Gutachter bescheinigte die Aufhebung des Naturschutzes unter der Auflage, dass es einen engen Kontakt mit der Naturschutzbehörde zwecks Sicherung vorgeschichtlicher Zeugnisse gibt. Die Harzer Höhlenforscher, allen voran Friedrich Stolberg, erfuhren von dem der Höhle drohenden Schicksal erst 1951, als es bereits zu spät war.
Der Kompromiss wurde in der Presse als Erfolg gefeiert. Man vertrat die Auffassung, dass die Sachsensteinhöhle nur von mäßiger Schönheit sei und man ja die nahegelegene Einhornhöhle besichtigen könnte. Dass es sich hierbei um völlig verschiedene Höhlentypen handelte, fand keine Berücksichtigung.
1961 erfolgte eine letzte Befahrung des Höhlenrestes, wenig später war nur noch das letzte Drittel der Großen Halle als weit geöffneter Höhlenrachen übrig.
Das Lokal Zur Sachsensteinhöhle gab es noch nach 1965, als die Höhle schon zerstört war. Erst war es ein weithin bekanntes Tanzetablissement der Jugend und später eine Fremdarbeiterunterkunft. Das mehrfach umgebaute Gebäude besteht bis heute.
Im Frühjahr 2001 wurde das alte Gipswerk Sachsenstein abgerissen, erhalten bleibt nur das ehemalige Verwaltungsgebäude. Eine Nachnutzung des weitläufigen Geländes am nördlichen Ortsrand von Neuhof (Lange Straße) ist ungewiss.